# La Miñosa
La Miñosa è un comune spagnolo di 34 abitanti situato nella comunità autonoma di Castiglia-La Mancia.
Il comune comprende la località di Naharros.